# Günther Behrle
Günther Behrle (* 8. November 1945 in Regensburg) ist ein deutscher Komponist und Texter von Schlagern und volkstümlichen Liedern. Seit einigen Jahren ist er selbst auch als Sänger seiner Lieder bekannt.

## Leben
Günther Behrle war in den 1970er Jahren zunächst Komponist und Texter. Er schrieb zahlreiche Schlager unter anderem für Peter Alexander (Irgendwo brennt für jeden ein Licht, Und manchmal weinst du sicher ein paar Tränen), Bata Illic (Schwarze Madonna, Ich möcht' der Knopf an deiner Bluse sein), Chris Roberts (Wann liegen wir uns wieder in den Armen, Barbara) und Mireille Mathieu (Santa Maria). In den 1980er Jahren schrieb er mehr volkstümliche Lieder und landete mit Patrona Bavariae einen Millionenhit. Das Lied, gesungen vom Original Naabtal Duo gewann den Grand Prix der Volksmusik 1988 und löste damit einen Boom volkstümlicher Sendungen im Fernsehen aus.
1993 hatte er beim Wettbewerb Lieder so schön wie der Norden 1993 einen weiteren großen Erfolg mit dem Lied Auch Matrosen haben Heimweh, das, von Margot Eskens gesungen, den 1. Platz erreichte. Im selben Jahr gründete er Captain Cook und seine singenden Saxophone.
Beim Grand Prix der Volksmusik 1996 trat Behrle mit seinem Lied Mutter Gottes von Altötting selbst als Sänger auf, erreichte jedoch nur den 14. Platz. Im gleichen Wettbewerb konnte er sich 2000 mit Oh Maria, Heil der Kranken nicht für das Finale qualifizieren. Seither ist Günther Behrle wieder mehr als Autor für andere Interpreten tätig. In den 1970er Jahren war er als Lehrer tätig.
Auf einer Veranstaltung 2017 traf Behrle auf Tony Marshall, der ihm von seinen Renten-Plänen erzählte. „Die Idee eine letzte CD zu produzieren war da schnell geboren berichtet Günther Behrle“. Er nahm Marshall unter Vertrag und lieferte Konzept, Musik und Texte zu dem Album Senioren sind nur zu früh geboren.

## Erfolgstitel
- Irgendwo brennt für jeden ein Licht, 1973
- Schwarze Madonna, 1974
- Ich möcht der Knopf an deiner Bluse sein, 1976
- Wann liegen wir uns wieder in den Armen Barbara, 1977
- Santa Maria, 1978
- Und manchmal weinst du sicher ein paar Tränen, 1979
- Patrona Bavaria, 1988
- Charly lass dir einen Bart stehn, 1991
- Ich war noch nie in meinem Leben so wie in dich verliebt, 1993
- Forest Hills, 1994
- Addio, 1998

## Diskografie
CDs mit Günther Behrle als Sänger:
- Dann trag ich meine Sorgen in d'Bürgersaalkirch' (Pater Rupert-Mayer-Album)
- Von Altötting nach Neuschwanstein, 2000
- Patrona Bavariae, 2005
- Die Heimat von Papst Benedikt, 2008
- Wo der Wildbach rauscht, 2010